# Alfons Rebane
Alfons Vilhelm Robert Rebane (ur. 24 czerwca 1908 w Valga, zm. 8 marca 1976 w Augsburgu) – estoński wojskowy (kapitan), dowódca 658 Wschodniego Batalionu, a następnie 47 Pułku Grenadierów SS podczas II wojny światowej, powojenny współpracownik zachodnich służb specjalnych.

## Życiorys
Urodził się w rodzinie urzędnika kolejowego. Od 1920 r. uczęszczał do rosyjskiej szkoły średniej w Narwie. Od 1926 do 1929 r. uczył się w akademii wojskowej w Tondi. Ukończył ją z dyplomem absolwenta I klasy w stopniu podporucznika. Dostał przydział do pociągu pancernego „Captain Irv” wchodzącego w skład 1 Pułku Pociągów Pancernych. 24 lutego 1933 r. został awansowany do stopnia porucznika. Od 1935 do 1939 r. służył jako młodszy instruktor w Pułku Terytorialnym Viljandi, a do 1940 r. w Pułku Terytorialnym Lääne. Do czerwca 1940 r. pełnił funkcję komendanta miasta Lihula.
Po zajęciu Estonii przez Sowietów i rozwiązaniu estońskiej armii w połowie czerwca został zwolniony ze służby wojskowej. Podjął pracę jako robotnik budowlany w Tallinnie. Przed masowymi deportacjami Estończyków, rozpoczętymi w poł. 1941 r., zdołał uciec do lasu. W północnej części Estonii w rejonie Virumaa zorganizował partyzancki oddział, który walczył z istriebitielnymi batalionami NKWD, terroryzującymi lokalną ludność. Po wkroczeniu na obszar Estonii armii niemieckiej wstąpił we wrześniu 1941 r. do Wehrmachtu. Służył jako kapitan w 184 Oddziale Bezpieczeństwa. Od końca października 1942 r. dowodził w stopniu majora 658 Wschodnim Batalionem, walcząc z Armią Czerwoną w północno-zachodniej części ZSRR. W lutym 1944 r. 658 Wschodni Batalion został przeniesiony w rejon Narwy i przydzielony do niemieckiego XXVI Korpusu Armijnego. 27 kwietnia A. Rebane przeszedł wraz ze swoim oddziałem do nowo formowanej 20 Dywizji Grenadierów SS. Został dowódcą 47 Pułku Grenadierów SS w stopniu pułkownika. Walczył pod Narwą i Tannenbergstellung, broniąc granic Estonii przed Sowietami. We wrześniu Dywizja została wycofana do Niemiec na odpoczynek, po czym wiosną 1945 r. powróciła na front wschodni. W marcu lub kwietniu awansował na Waffen-Standartenführera der SS. Objął funkcję zastępcy dowódcy Dywizji. W ostatnim okresie wojny A. Rebane znalazł się wśród niewielkiej grupy estońskich żołnierzy, którzy uniknęli sowieckiej niewoli i poddali się zachodnim aliantom.
W 1947 r. przeniósł się do Wielkiej Brytanii, gdzie zwerbował go wywiad MI6. Pośredniczył w kontaktach z Leśnymi Braćmi walczącymi w Estonii i innych krajach bałtyckich z Sowietami. W latach 50. kierował estońską grupą w operacji wywiadowczej pod kryptonimem „Jungle”, wymierzonej przeciw KGB. W 1961 r. przeprowadził się do RFN, gdzie mieszkał aż do śmierci 8 marca 1976 r.
Jego szczątki w 1999 r. zostały przeniesione do Estonii i uroczyście pochowane.

## Odznaczenia
Alfons Rebane był odznaczony wieloma odznaczeniami wojskowymi, m.in. estońskim Białym Krzyżem 3 klasy, łotewskim Krzyżem Chwały Aizsargi, niemieckim Krzyżem Rycerskim z liśćmi dębu (jako jeden z dwóch obcokrajowców), Żelaznym Krzyżem 1 i 2 klasy oraz Medalem za Kampanię Zimową.